# Sverdlovski
Sverdlovski (en rus: Свердловский) és un poble (un possiólok) de l'óblast de Kursk, a Rússia, que en el cens del 2010 tenia 94 habitants. Pertany al districte rural de Belovski.